# Żeglarstwo na Letnich Igrzyskach Olimpijskich 1900
Wyniki zawodów żeglarskich podczas Igrzysk Olimpijskich w Paryżu

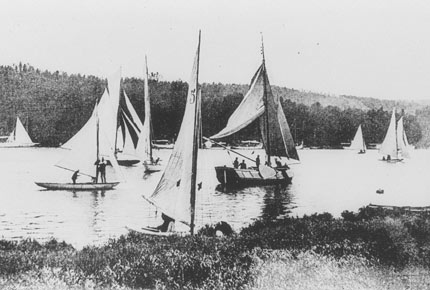

## Medaliści
| Konkurencja                      | Złoto        | Srebro       | Brąz        |
| Do 0,5 t – wyścig I (szczegóły)  | Baby         | Quand-Même   | Sarcelle    |
| Do 0,5 t – wyścig II (szczegóły) | Fantlet      | Quand-Même   | Baby        |
| 0,5 t–1 t – wyścig I (szczegóły) | Carabinier   | Scamasaxe    | Crabe II    |
| 1–2 t – wyścig I (szczegóły)     | Lérina       | Marthe       | Nina-Claire |
| 1–2 t – wyścig II (szczegóły)    | Aschenbrödel | Lérina       | Marthe      |
| 2–3 t – wyścig I (szczegóły)     | Ollé         | Favorite     | Gwendoline  |
| 2–3 t – wyścig II (szczegóły)    | Ollé         | Favorite     | Mignon      |
| 3–10 t – wyścig II (szczegóły)   | Bona Fide    | Gitana       | Frimousse   |
| 10–20 t (szczegóły)              | Estérel      | Quand-Même   | Laurea      |
| Klasa open (szczegóły)           | Scotia       | Aschenbrödel | Turquoise   |

## Tabela medalowa
| L.p.  | Państwo              | Złoto | Srebro | Brąz | Razem |
| ----- | -------------------- | ----- | ------ | ---- | ----- |
| 1     | Francja              | 3     | 8      | 8    | 19    |
| 2     | Wielka Brytania      | 3     | 0      | 1    | 4     |
| 3     | Drużyna mieszana     | 2     | 0      | 0    | 2     |
| 4     | Cesarstwo Niemieckie | 1     | 1      | 0    | 2     |
| 4     | Szwajcaria           | 1     | 1      | 0    | 2     |
| 6     | Stany Zjednoczone    | 0     | 0      | 1    | 1     |
| Razem | Razem                | 10    | 10     | 10   | 30    |

Holandia także brała udział w zawodach, ale nie zdobyła żadnych medali.

## Konkurencje nieolimpijskie
Żeglarstwo ½-1 tony (wyścig 2)
| lp.                                                                       | zawodnik         |
| ------------------------------------------------------------------------- | ---------------- |
| 1                                                                         | Carabinier (FRA) |
| Auguste Dormeuil                                                          |                  |
| 2                                                                         | Scamasaxe (FRA)  |
| Marcel Meran, Émile Michelet                                              |                  |
| 3                                                                         | Crabe II (FRA)   |
| Jacques Baudrier, F. Marcotte, Jules Valton, Jean Le Bret, William Martin |                  |

Żeglarstwo 3-10 ton (wyścig 1)
| lp.                                                                  | zawodnik       |
| -------------------------------------------------------------------- | -------------- |
| 1                                                                    | Fémur (FRA)    |
| Gilardoni                                                            |                |
| 2                                                                    | Mascotte (NED) |
| Henri Smulders, Chris Hooijkaas, Arie van der Velden                 |                |
| 3                                                                    | Gitana (FRA)   |
| Maurice Gufflet, Robert Gufflet, Charly Guiarist, A. Dubos, J. Dubos |                |

Żeglarstwo plus 20 ton
| lp.               | zawodnik       |
| ----------------- | -------------- |
| 1                 | Cicely (GBR)   |
| Cecil Quentin     |                |
| 2                 | Brynhild (GBR) |
| John S. Calverley |                |
| 3                 | Formosa (USA)  |
| Harry Van Bergen  |                |